# Union des forces de droite
L'Union des forces de droite (en russe : СПС - Союз правых сил) est un ancien parti politique conservateur de centre droit russe, membre de l'Union démocratique internationale et de l'Union démocrate d'Asie et du Pacifique.
Les coprésidents étaient : Egor Gaïdar, Sergueï Kirienko, Boris Nemtsov, Irina Khakamada, Anatoli Tchoubaïs.
En août 1999, Iouli Rybakov entre au sein de l'Union des forces de droite avec son parti Russie démocratique.
Le bureau politique du parti a voté la dissolution du parti le 1er octobre 2008.